# Житни трг (Нови Пазар)
43° 08′ 29″ С; 20° 30′ 55″ И / 43.1415114° С; 20.5153515° И
| Житни трг                         | Житни трг          |
| --------------------------------- | ------------------ |
|                                   |                    |
| Почетак                           | Ул. Стевана Немање |
| Крај                              | Ул. Стевана Немање |
| Дужина                            | 40 m               |
| Ширина                            | 25 m               |
| Створена                          | непознато          |
| Названа                           | непознато          |
|                                   |                    |
|                                   |                    |
| Улаз у Музеј „Рас” на Житном тргу |                    |

Житни трг је један од тргова у централној зони Новог Пазара. Правоугаоног јеоблика, са једне стране отворен према Улици Стевана Немање, док је са остале три затворен различитим објектима. На самом тргу и у његовој непосредној близини налази се неколико важних објеката: Зграда правосудних органа, Музеј „Рас”, Кућа Чавића и Културни центар Нови Пазар. 
Житни трг је такође и место на ком се одржавају различите градске манифестације, а на простору трга пронађени су и остаци хамама из османског периода.

## Историја
На простору Житног трга се још од оснивања града довозило и продавало жито, због чега је и добио ово име, које се задржало до данас. Налазио се са задње стране чувене новопазарске Тијесне чаршије, која је порушена 1947. године а која је, према сведочењима старих Новопазараца, била  слична арапским суковима и према неким мишљењима представљала бисер тадашњег Новог Пазара.
Простор Житног трга био је полукружног облика, покривен кладрмом и окружен малим, збијеним дућанима. У већини ових дућана новопазарски черкези имали су ковачнице, у којима су се правиле чувене пазарске бритве, ножеви, ожези (жарачи), мангали, машице и различити други алати (секире, косе, мотике, лопате, ашови, разне врсте кланфи и други). Поред ковача, ту је била бритварница, радионица за израду пушака и три житарске радње. На самој средини налази се велика вага за мерење жита.

## Објекти око Житног трга
- На Житном тргу налази се Зграда правосудних органа.[3] Зграда је изграђена крајем седамдесетих, по пројекту из 1976. године, а предата је на коришћење 1979.[4] У овом објекту смештени су Основни и Прекршајни суд, судска јединица из Тутина, Основно и Више јавно тужилаштво. Ове институције покривају подручје од готово 200.000 становника. Осим тога, у згради се налази и канцеларија Правосудне академије за едукацију правника из овог региона. Зграда је реновирана 2018. године.[5][6]
- На овом тргу налази се и Музеј „Рас”, у старој новопазарској градској кући традиционалне архитектуре из средине 19. века. Зграда je у више наврата реконструисанаи проглашена културним добром од стране Завода за заштиту споменика културе Краљево и Владе Републике Србије.[7]
- Преко пута музеја, у Улици Стевана Немање, налази се и Кућа Чавића. Представља прву кућу у овом граду зидану циглом и покривену црепом.[8] Сазидана је 1911. године, а 1990. проглашена је за споменик културе и непокретно културно добро.[9]
- Непосредно поред Житног трга, на почетку улице Стевана Немање, налази се и зграда новопазарског Културног центра.[10]
- Током реконструкције зграде Музеја „Рас”, уз саму зграду су пронађени стари зидови који припадају хамаму из османског периода. Када је 2017. године започета реконструкција зграде суда, испред улаза у зграду такође су откривени остаци објекта за који се претпоставља да су припадали хамаму, па стручњаци новопазарског музеја претпостављају да је све то јединствена целина. Камени зидови пронађени су приликом земљаних радова на проширењу улаза у зграду, после чега су радови на реконструкцији и проширењу зграде правосудних органа привремено заустављени.[11]

## Манифестације на тргу
Житни трг је место одржавања различитих градских манифестација. 
- Житни трг је мето са кога стартују различите спортске манифестације, попут Рамазанске уличне трке,[12] Пазарске бициклијаде[13] или Пазарског полумаратона.[14]
- Овај трг је место на ком се сваког августа одржава традиционални фестивал савремене етно-музике Земан Фест (World Music Fest Zeman).[15]
- На Житном тргу организују се и туристичка понуда производа домаће радиности домаћих произвођача.[16]